# Trégourez
Trégourez (bretonisch Tregourez) ist eine französische Gemeinde im Westen der Bretagne im Département Finistère mit 952 Einwohnern (Stand 1. Januar 2022). Sie gehört zum Arrondissement Châteaulin und zum Kanton Briec.

## Lage
Die Gemeinde Trégourez liegt am Odet, 26 Kilometer nordöstlich von Quimper und rund 30 Kilometer östlich der Atlantikküste. Die Groß- und Hafenstadt Brest 55 Kilometer nordwestlich und Paris etwa 470 Kilometer östlich (Angaben in Luftlinie).
Bei Châteaulin, Briec, Quimper und Rosporden  gibt es Abfahrten an der Schnellstraße E 60 Brest-Nantes.
In Châteaulin, Quimper und Rosporden halten Regionalbahnen an der Bahnlinie Brest-Nantes.

## Bevölkerungsentwicklung
| Jahr                       | 1962 | 1968 | 1975 | 1982 | 1990 | 1999 | 2008 | 2020 |
| Einwohner                  | 1111 | 1004 | 921  | 878  | 939  | 949  | 944  | 955  |
| Quellen: Cassini und INSEE |      |      |      |      |      |      |      |      |

## Sehenswürdigkeiten

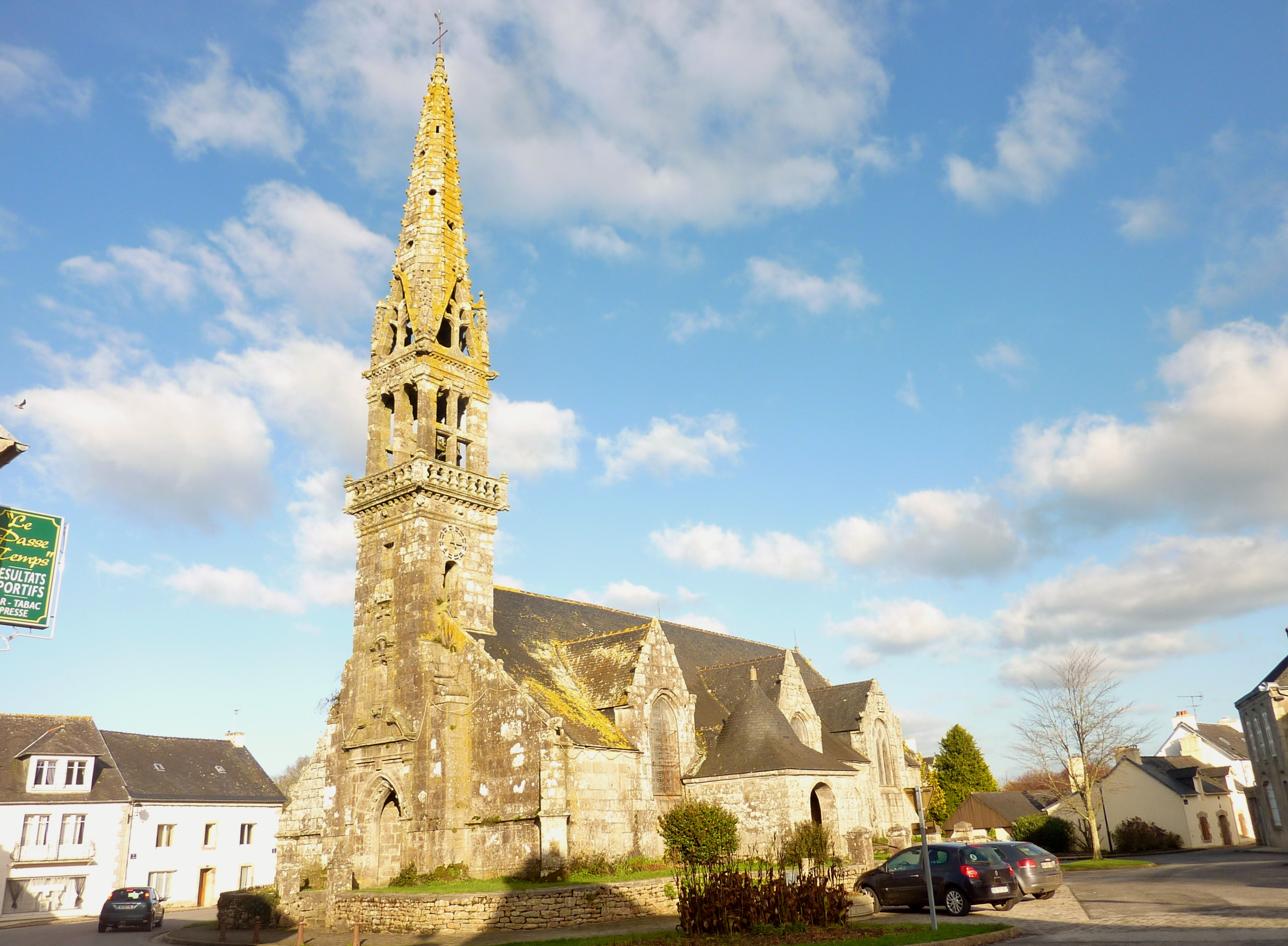
Kirche Saint-Idunet
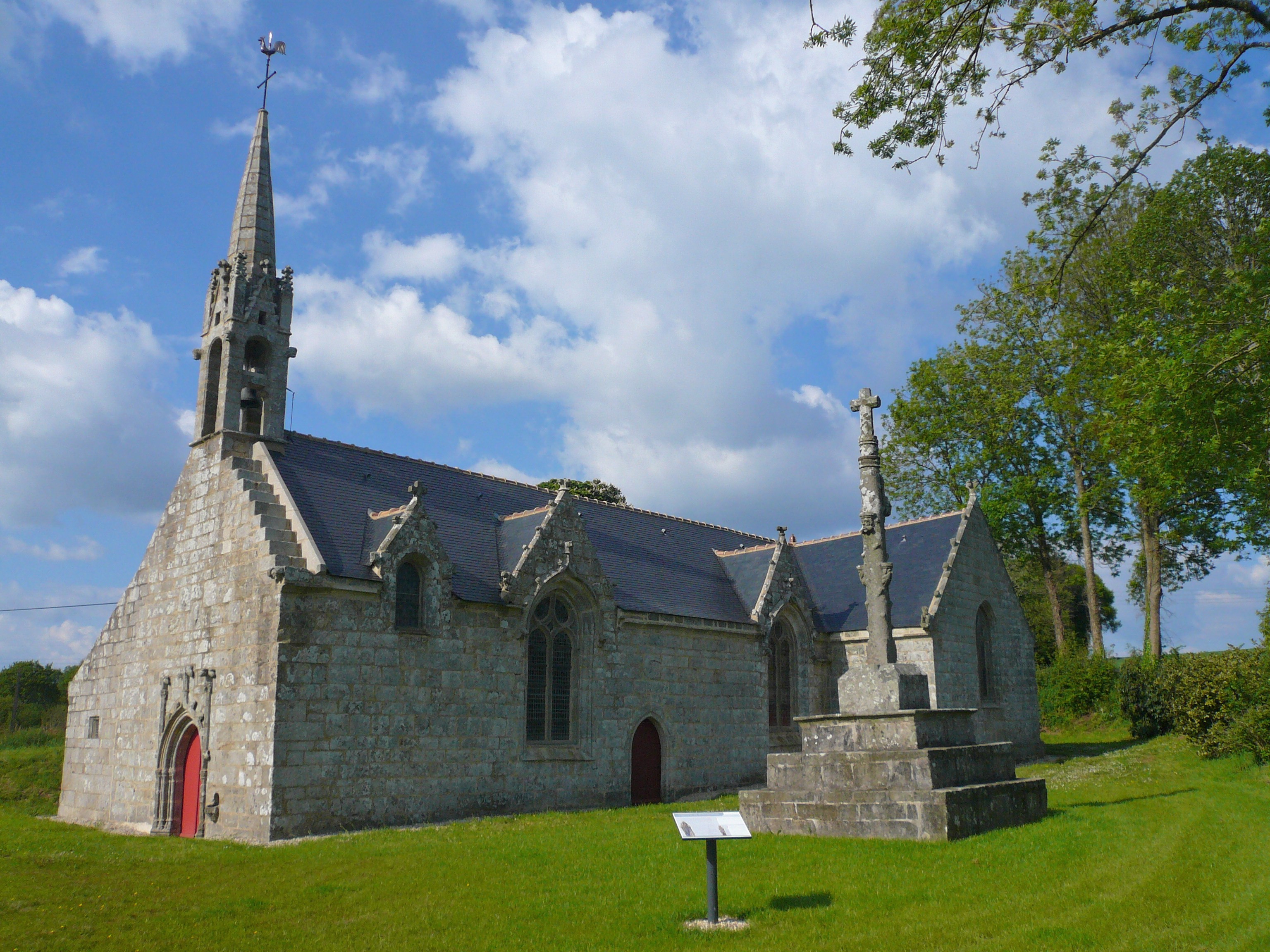
Kapelle otre-Dame de Pontouar
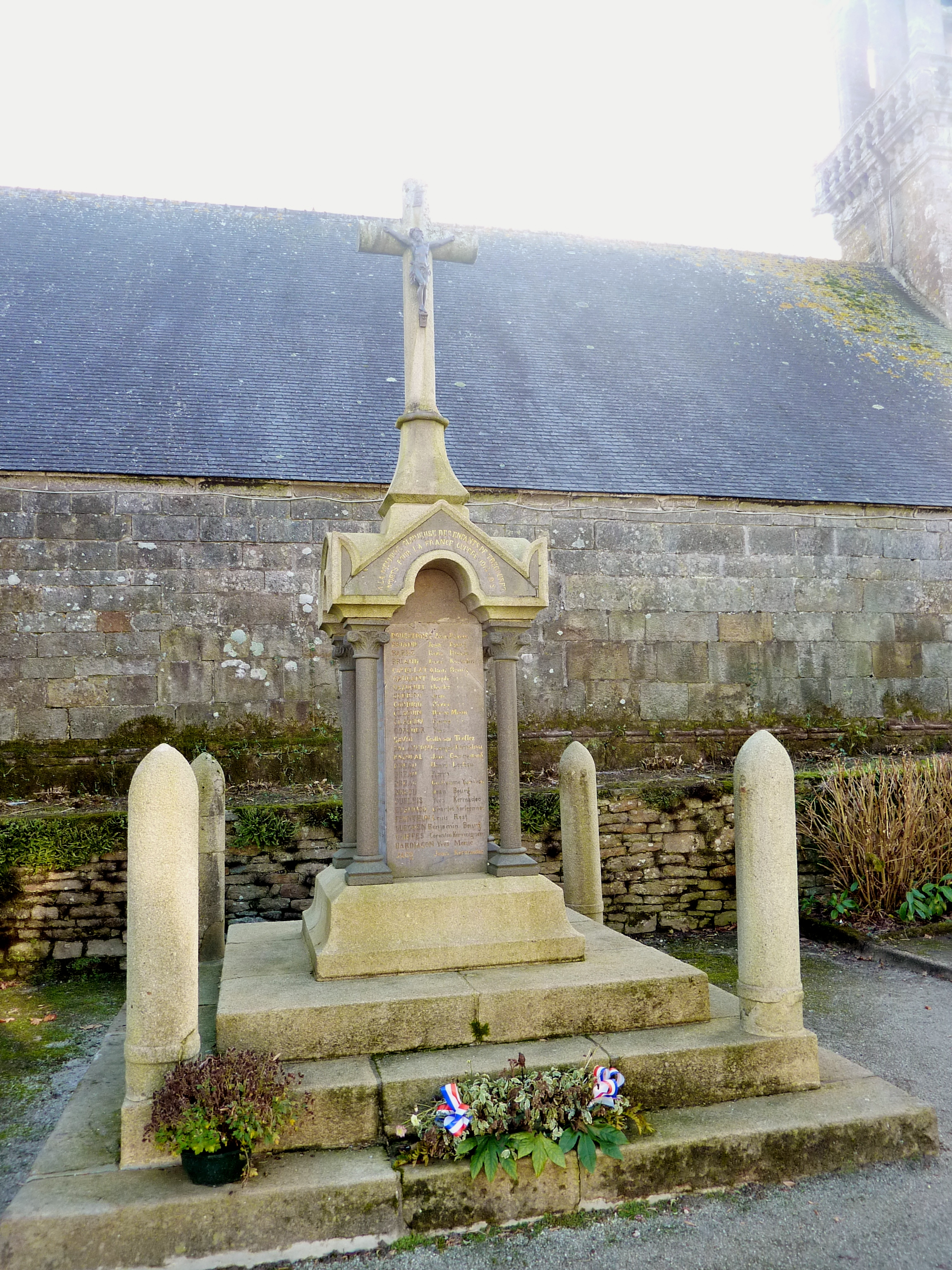
Gefallenendenkmal

- Kirche Saint-Idunet
- Kapelle Notre-Dame de Pontouar
- Gefallenendenkmal